# Superman: Unbound
Superman: Unbound (conocida en España como Superman: Sin Límites  y en Latinoamérica como Superman: Desatado[cita requerida]), es una película animada de DC Comics publicada en el año 2013, y basada en los hechos que transcurren en el cómic story arc por Geoff Johns "Superman: Brainiac".
Esta película fue dirigida y producida por James Tucker, contando con la ayuda de Alan Burnett en el área de producción. La película se considera una secuela de Superman/Batman: Apocalypse por la inclusión de Supergirl y la mención de su llegada meses antes de los eventos de esta película.

## Trama
Al ofrecerse como rehén, Lois Lane se ve atrapada en una confrontación aérea entre sus captores terroristas y la impredecible Supergirl antes de que Superman llegue para salvar el día. Poco después, conociendo la identidad civil de Superman, Lois intenta hacer que Clark Kent haga pública su relación a pesar de su temor a las consecuencias, pero su discusión se detiene en una reunión del personal del Daily Planet antes de que Kent se vaya después de ser alertado de un meteoro que se aproxima. Al interceptarlo, Superman descubre que el meteoro es en realidad un robot que derrota rápidamente antes de activar su baliza y llevarla a la Fortaleza de la Soledad. Con la ayuda de una Supergirl temerosa, Superman descubre que el robot es en realidad un dron controlado por un ser llamado Brainiac, un científico de Coluan que se sometió a extensas mejoras motoras, esqueléticas y cibernéticas, convirtiéndolo de un ser humano, delgado y sin pelo a un musculoso gigante de ojos rojos con componentes similares a una computadora y capacidades físicas mejoradas comparables a las de Superman. Supergirl, horrorizada de ver a Brainiac, revela de su experiencia con el monstruo. Brainiac se apoderó y miniaturizó la capital de Krypton, Kandor, antes de la destrucción del planeta, con su padre y su madre intentando rastrearlo antes de que perdieran misteriosamente el contacto con Krypton. Ahora le preocupa que Brainiac le haga al mundo lo que le hizo a Kandor.
Ante el temor de que lleguen más drones, Superman vuela a través de la galaxia con una nave espacial kryptoniana en un intento de rastrear a Brainiac antes de encontrar a sus drones atacando un planeta. A pesar de que intenta detenerlos, Superman es testigo de que Brainiac captura la capital del planeta como lo hizo con Kandor antes de disparar un misil Solar Aggressor para consumir el planeta en su sol explosivo. La explosión deja a Superman inconsciente y lo llevan a bordo del barco con forma de cráneo y tentáculos de Brainiac. Al llegar a la sala de examen, se abre camino a través de la embarcación antes de descubrir una sala llena de ciudades embotelladas antes de ser atacado por Brainiac. En este punto, confirmando que evitó a Krypton debido a su eventual destrucción, se muestra a Brainiac que ha estado recolectando información sobre todos los planetas que visitó y la cargó en su núcleo neuronal antes de destruirlos. Usando la nave espacial de Superman y sus habilidades telepáticas, Brainiac descubre que ha estado viviendo en la Tierra. Brainiac decide trazar un rumbo a la Tierra mientras envía a Superman a Kandor. Dentro de Kandor, su fuerza menguante debido al sol rojo artificial, Superman se encuentra con su tío Zor-El y su tía Alura. Explican que Brainiac recibió instrucciones de aprender todo lo que se puede conocer sobre la galaxia. Siendo un ciborg, Brainiac interpretó su directiva literalmente y se dio cuenta de que no podía lograr este objetivo porque la vida sigue cambiando. Su conocimiento de un mundo se desactualizaría tan pronto como pasara al siguiente mundo. Brainiac, por lo tanto, destruye las civilizaciones después de estudiarlas para que no puedan seguir cambiando, por lo que le deja un conocimiento literalmente completo y actualizado de ellas.
Superman formula un plan y escapa a Kandor usando los robots subyugadores. Desde allí, Superman desactiva la nave de Brainiac y lleva a Kandor con él a la Tierra. En ese momento, Lois se entera de Supergirl por qué se fue Superman y alerta al Pentágono de una posible invasión de Brainiac, quien eventualmente repara su nave y llega a Metrópolis.
A pesar de que todos, incluido Supergirl, hacen todo lo posible para defenderse de sus drones, Metrópolis está encerrado en una botella y tanto Superman como Supergirl son capturados. Tras haber enganchado a Superman a su nave, Braniac revela que la Tierra no le ofrece nada, tortura a Superman sobrecargando su mente con datos para obtener a Kandor e intenta destruir el planeta. Sin embargo, al decirle a su captor lo que la Tierra significa para él, Superman se libera y luego libera a Supergirl y la convence de que impida que el agresor solar golpee el sol. Al recordar las palabras de Zor-El sobre los ideales de Brainiac, Superman lo saca de la nave y chocan contra un pantano. Mientras lucha contra Braniac, Superman obliga al ciborg a experimentar el caos de la vida fuera de los entornos seguros y artificiales que ha creado. Finalmente, la tensión mental y física combinada cobra su peaje en Brainiac y se quema y se reduce a cenizas y maquinaria fundida. Después de restaurar Metrópolis, llevar a Kandor a otro planeta para recuperar su tamaño normal y establecer una colonia kryptoniana donde puedan reconstruirse, Superman hace su vida amorosa con Lois como Kent pública con una propuesta de matrimonio.
En los poscréditos, los restos de Brainiac que se colocan en el resplandor de la Fortaleza de la Soledad indican que Brainiac todavía tiene algún grado de su poder.

## Casting
- Stana Katic cómo Lois Lane
- Matt Bomer cómo Clark Kent / Superman
- John Noble cómo Brainiac
- Molly Quinn cómo Kara Zor-El / Supergirl
- Diedrich Bader cómo Steve Lombard
- Alexander Gould cómo Jimmy Olsen
- Frances Conroy cómo Martha Kent
- Stephen Root cómo Zor-El
- Jason Beghe cómo El Terrorista Líder
- Sirena Irwin cómo Alura
- Wade Williams cómo Perry White
- Melissa Disney cómo Thara Ak-Var
- Michael-Leon Wooley cómo Ron Troupe
- Will Yun Lee cómo El Para-Soldado Líder
- Ian James Corlett cómo Kryptoniano #1
- Andrea Romano cómo Noticias Ancla #2, Barco de Superman